# Грузинский, Пётр Александрович
Его́ Ца́рское Высо́чество Царе́вич Пётр Александрович Грузинский (Багратион-Грузинский; груз.  პეტრე ალექსანდრეს ძე  გრუზინსკი (ბაგრატიონ-გრუზინსკი); 25 апреля 1857 — 3 февраля 1922) — глава Дома Багратионов (1888—1922), прямой потомок по мужской линии последнего грузинского царя Георгия XII.

## Биография
Из семьи Багратионов. Сын князя Александра Багратовича Грузинского (1820—1865) и его второй супруги Кетеван Андроникашвили. Носил титул князя (с 20 июня 1865 года светлейшего князя) Грузинского.
Состоял на русской службе (на 1911—1916 годы в звании камергера, действительный статский советник, чиновник V класса для особых поручений при наместнике Кавказа).
Кавалер орденов Св. Владимира 4-й степени, Св. Анны 2-й степени и Св. Станислава 2-й степени, имел медаль в память Императора Александра III.
С 1888 года после смерти своего дяди Светлейшего Князя Давида Багратовича и до конца жизни являлся старшим в мужском потомстве последнего царя Грузии Георгия XII, частью грузинских монархистов считался главой царского дома и претендентом на престол.
Совместно с братом и с Ильей Чавчавадзе он основал в Тифлисе Дворянский земельный банк, который помогал сохранять родовые гнезда грузинских дворян. Большую часть времени проводил в Тифлисе, на празднование 300-летия династии Романовых не поехал, сказав в узком кругу: «Подумаешь, событие: 300 лет… Династии Багратиони больше тысячи лет».
Советские власти разрешили в 1922 году похоронить Петра Александровича в родовой усыпальнице грузинских царей — соборе Светицховели.

## Семья

Герб династии Багратиони

Русский герб Светлейших Князей Грузинских

14 мая 1915 года в церкви Св. Варвары в Тифлисе венчался с Тамарой Александровной Оболадзе, урождённой Деканозишвили (Деканозовой) (1897—1977), от которой имел двух сыновей:
- Константина (1915—1939) и
- Петра (1920—1984).